# Dovže
Dovže so naselje v Občini Mislinja. Naselje vaškega značaja v Mislinjski dolini sestavljata gručasta zaselka Spodnje in Zgornje Dovže, ki ležita na prodnatem vršaju pohorskih potokov Turičnice in Dovžanke, severno od reke Mislinje.

## Zgodovina
O naselbini iz rimskega obdobja pričajo ostanki vile rustike, odkopani leta 1993, ter rimski nagrobnik, ki je sedaj na pročelju vaške cerkve sv. Urha  s konca 13. stoletja, v 17. stoletju prezidane v poznorenesančnem slogu.
Na območju naselja in v okolici so potekale pomembne preskrbovalne in bojne akcije NOB. Partizani so večkrat napadli transporte, nekdanjo železniško progo Velenje–Dravograd in postojanke ob njej. Zaključni boji ob koncu druge svetovne vojne v Evropi so potekali tudi na območju Dovž, od 12. do 14. maja 1945.